# Dunja
Dunja, auch Dunia oder Dunya transkribiert (auch Donia, in ehemaligen französischen Kolonien Dounia oder Dounya), ist ein weiblicher Vorname, der in Russland, Südosteuropa und im arabischen Sprachraum verbreitet ist und je nach Region auf eine griechische, slawische oder arabische Herkunft zurückgeführt wird.

## Namensherkunft
Der russische Name Дуня (Dunja) geht zurück auf den griechischen Namen Ευδοκία (Eudokía) und kam mit der Verehrung der heiligen Eudokia nach Russland. Dort wurde der zu Евдокия (Jevdokija), mundartlich wurde Авдотья (Avdotja) daraus, wovon Дуня (Dunja) eine Koseform ist. Das Wort εὐδοκία (eudokía) kommt im klassischen Griechisch nicht vor, in der Septuaginta steht es meist für das hebräische רָצוֹן (razon bzw. ratson), „Wohlgefallen, Gnade“. Ursprüngliches Namengebungsmotiv ist wahrscheinlich die Dankbarkeit gegenüber Gott, der in seiner Gnade das Kind geschenkt hat. Unabhängig davon bedeutet Dunja im Serbischen und Kroatischen „Quitte“. Der im ehemaligen Jugoslawien – neben Serbien und Kroatien auch in Slowenien – populäre Name wird jedoch nicht auf den Namen der Frucht, sondern auf den russischen Namen zurückgeführt.
Der im arabischen Sprachraum verbreitete Name دنيا, transkribiert als Dunja, Dunia oder Dunya, ist vom arabischen Wort für „Welt“ bzw. „Diesseits“ (دُنْيا: Dunyā bzw. Dunjā) hergeleitet, woher auch die türkische Bezeichnung für den Planeten Erde (Dünya) herrührt.

## Verbreitung
Der Name wird in Deutschland seit Anfang der 1950er Jahre regelmäßig vergeben und gilt als mäßig beliebt. In den letzten 10 Jahren wurde er rund 430 Mal bei der Namenswahl berücksichtigt. In Österreich kommt Dunja zwar fast alljährlich in den Hitlisten vor, der Name ist jedoch nicht sonderlich beliebt. Von 1984 bis 2022 wurden etwa 260 Mädchen so genannt. In der Schweiz wurde der Name seit Anfang der 1960er Jahre fast jedes Jahr in der Namensgebung verwendet. Seit Ende der 1990er Jahre ist er etwas populärer.
In Bosnien und Herzegowina befindet sich der Name seit 2017 immer wieder in den Top 100. Im Jahr 2022 belegte er den 67. Platz. Dunja wird in den Niederlanden seit Mitte der 1940er Jahre jährlich gewählt, aber in einer eher geringen Anzahl. Seit der Jahrtausendwende wird der Name etwas beliebter.
Der Name wird ebenfalls in den nordischen Ländern Dänemark, Norwegen und Schweden vergeben, aber in einer eher geringen Anzahl. Auch in Frankreich, England, Slowenien und Kanada ist er nur gelegentlich in den Hitlisten anzutreffen.

## Namensträgerinnen

### Donia
- Donia Ben-Jemia (* 1979), deutsche Schauspielerin
- Donia Rashwan Mahmoud (* 1998), ägyptische Radrennfahrerin

### Dunia
- Dunia Montenegro (* 1977), brasilianische Pornodarstellerin
- Dunia Susi (* 1987), englische Fußballspielerin

### Dunja
- Dunja Arnaszus (* 1970), deutsche Hörspielautorin, Schauspielerin, Dramaturgin und Dozentin
- Dunja Bialas, deutsche Journalistin und Filmkritikerin
- Dunja Dogmani (* 1977), deutsche Schauspielerin, Synchron- und Hörspielsprecherin und Regisseurin
- Dunja Hayali (* 1974), deutsche Journalistin und Fernsehmoderatorin
- Dunja Mijatović (* 1964), OSZE-Beauftragte für die Freiheit der Medien
- Dunja Rajter (* 1946), kroatisch-deutsche Sängerin
- Dunja Schnabel (* 1970), deutsche Illustratorin und Kinderbuchautorin
- Dunja Sowinetz (* 1964), österreichische Schauspielerin
- Dunja Vejzovic (* 1943), jugoslawisch-kroatische Opernsängerin
- Dunja Zdouc (* 1994), österreichische Biathletin

### Dunya
- Dunya Maumoon (* 1970), maledivische Politikerin und Ministerin
- Dunya Mikhail (* 1965), irakisch-amerikanische Dichterin